# IC 2646
IC 2646 ist eine elliptische Galaxie vom Hubble-Typ E im Sternbild Löwe an der Ekliptik.
Das Objekt wurde am 27. März 1906 von Max Wolf entdeckt.